# Lyncar 006
Lyncar 006, znany także jako Lyncar L006 – samochód Formuły 1, zaprojektowany przez Martina Slatera. Jedyny samochód Lyncar ścigający się w Formule 1.

## Historia
Lyncar został założony przez Martina Slatera w 1971 roku. Po sukcesach Johna Nicholsona w Brytyjskiej Formule Atlantic zdecydowano się na zbudowanie szóstego samochodu Lyncar, przeznaczonego do wyścigów Formuły 1.
Lyncar 006 był samochodem zbudowanym wokół silnika Cosworth DFV i miał aluminiowe monocoque zbudowane przez Maurice'a Gomma. Samochód miał nos pełnej szerokości.
Modelem 006 Nicholson był niesklasyfikowany w Race of Champions i zajął szóste miejsce w International Trophy. W Mistrzostwach Świata Formuły 1 miał zadebiutować w Grand Prix Belgii 1974, ale do tego nie doszło. Zadebiutował za to w Grand Prix Wielkiej Brytanii, ale w kwalifikacjach zajął 31 miejsce i nie zakwalifikował się do wyścigu.
W 1975 roku Nicholson wziął również udział w Grand Prix Wielkiej Brytanii i zakwalifikował się na 26 pozycji. Na 52 okrążeniu wziął udział w zbiorowym karambolu i wycofał się z wyścigu, ale został sklasyfikowany na 17 miejscu.
Lyncar 006 został później sprzedany Emiliowi de Villocie. De Villota zmodyfikował samochód i ścigał się nim w serii Aurora F1 w latach 1976–1977. Wygrał w tym okresie jeden wyścig, na Mallory Park.

## Wyniki w Formule 1
| Legenda oznaczeń w tabelach wyników Wyświetl szablon na nowej stronie | Legenda oznaczeń w tabelach wyników Wyświetl szablon na nowej stronie                                                                     |
| Oznaczenie                                                            | Wyjaśnienie |
| --------------------------------------------------------------------- | --- |
| Złoty                                                                 | Zwycięzca lub mistrzostwo |
| Srebrny                                                               | 2. miejsce lub wicemistrzostwo |
| Brązowy                                                               | 3. miejsce lub II wicemistrzostwo |
| Zielony                                                               | Ukończył, punktował (w klasyfikacji generalnej, gdy zdobył co najmniej jeden punkt na przestrzeni sezonu, poza trzema powyższymi opcjami) |
| Niebieski                                                             | Ukończył, nie punktował (w klasyfikacji generalnej, gdy nie zdobył co najmniej jednego punktu na przestrzeni sezonu)                      |
| Czerwony                                                              | Nie zakwalifikował się (NZ) |
| Czerwony                                                              | Nie prekwalifikował się (NPK) |
| Różowy                                                                | Nie ukończył (NU) |
| Różowy                                                                | Niesklasyfikowany (NS) (w klasyfikacji generalnej, gdy nie został sklasyfikowany w żadnym wyścigu sezonu)                                 |
| Czarny                                                                | Zdyskwalifikowany (DK) |
| Czarny                                                                | Wykluczony (WYK/EX) |
| Biały                                                                 | Nie wystartował (NW) |
| Biały                                                                 | Kontuzjowany (K/INJ) |
| Biały                                                                 | Wyścig odwołany (OD/C) |
| Bez koloru                                                            | Został wycofany (WYC/WD) |
| Bez koloru                                                            | Nie przybył (NP/DNA) |
| Bez koloru                                                            | Nie brał udziału w treningach (NT/DNP) |
| Bez koloru                                                            | Nie został zgłoszony (–) |
| Pogrubienie                                                           | Start z pole position |
| Kursywa                                                               | Najszybsze okrążenie wyścigu |
| †                                                                     | Nie ukończył, ale jego rezultat został zaliczony ze względu na przejechanie więcej niż 90% dystansu wyścigu.                              |
| *                                                                     | Sezon w trakcie |
| 1/2/3                                                                 | Punktowana pozycja w sprincie kwalifikacyjnym                                                                                             |
| Lista systemów punktacji Formuły 1                                    | |

| Rok  | Zespół            | Silnik | Opony | Kierowcy       | 1   | 2   | 3   | 4   | 5   | 6   | 7   | 8   | 9   | 10  | 11  | 12  | 13  | 14  | 15  | Pkt. | Msc. |
| ---- | ----------------- | ------ | ----- | -------------- | --- | --- | --- | --- | --- | --- | --- | --- | --- | --- | --- | --- | --- | --- | --- | ---- | ---- |
| 1974 | Pinch (Plant) Ltd | Ford   | F     |                | ARG | BRA | RSA | ESP | BEL | MCO | SWE | NLD | FRA | GBR | DEU | AUT | ITA | CAN | USA | 0    | NS   |
| 1974 | Pinch (Plant) Ltd | Ford   | F     | John Nicholson |     |     |     |     | WD  |     |     |     |     | NZ  |     |     |     |     |     | 0    | NS   |
| 1975 | Pinch (Plant) Ltd | Ford   | G     |                | ARG | BRA | RSA | ESP | MCO | BEL | SWE | NLD | FRA | GBR | DEU | AUT | ITA | USA |     | 0    | 18   |
| 1975 | Pinch (Plant) Ltd | Ford   | G     | John Nicholson |     |     |     |     |     |     |     |     |     | 17  |     |     |     |     |     | 0    | 18   |